# عین‌السلطنه
قهرمان‌ میرزا سالور (تولد: اول بهمن‌ماه ۱۲۵۰ش. درگذشت: نهم مهر‌ماه ۱۳۲۴ش.) ملقب به عین‌السلطنه دومین فرزند ذکور عبدالصمد میرزا عزالدوله (برادر ناصرالدین شاه)، و مادرش تاج‌ماه خانم دختر شاهزاده علیقلی میرزا اعتضاد السلطنه (فرزند فتحعلی شاه قاجار) بود. قهرمان میرزا از همسرش کوکب‌خانم درگاهی هفت فرزند داشت که دو فرزند پسرش به نام‌های مسعود و عباس در دورۀ پهلوی صاحب مشاغل دولتی شدند.

## مناصب
در سال ۱۳۰۵ه‍.ق با لقب آجودان حضور و منصب سرتیپ دوم توپخانه وارد خدمت وزارت جنگ شد.
در سال ۱۳۰۸ه‍.ق پدرش به حکومت همدان منصوب شد، و وی با سمت نایب الحکومه به همدان رفت.
در سال ۱۳۰۹ه‍.ق پس از عزل پدرش از حکومت همدان، مدت کوتاهی حاکم نهاوند بود.
در سال ۱۳۱۳ه‍.ق به لقب عین‌السلطنه مفتخر شد.
در سال ۱۳۱۴ه‍.ق و پس از ترور ناصرالدین شاه و به سلطنت رسیدن مظفرالدین شاه، قرار شد به همراه محمدعلی میرزا که به سمت ولیعهدی انتخاب شده بود، راه تبریز شود. اما در قزوین که عزالدوله پدرش در این زمان حاکم آنجا بود، ولیعهد او را از سفر به تبریز منع و به عنوان نایب الحکومه قزوین انتخاب نمود و تا سال ۱۳۱ه.ق با این سمت در قزوین ماند.
در سال ۱۳۱۶ه‍.ق به سمت نایب‌الایالهٔ فارس و در معیت عبدالوهاب خان نظام‌الملک حکمران فارس و بنادر به شیراز رفت.
در سال ۱۳۱۷ه‍.ق ریاست قشون فارس نیز به وی سپرده شد، و پس از عزل نطام الملک به تهران رفت.
در سال ۱۳۱۸ه‍.ق به عنوان نایب‌الحکومهٔ ولایت خمسه همراه شاهزاده عزالدوله راهی زنجان شد و دو سال در این سمت خدمت کرد و پس از پایان مأموریت در سال ۱۳۲۰ق. از خدمات دولتی دست کشید و حالت انزوا گزید و با مساعدت‌های پدر و حقوق دیوانی امرار معاش کرد.
در سال ۱۳۲۷ه.ق برای رسیدگی به املاک پدرش به الموت رفت و تا سال ۱۳۰۰ش. در روستای زوارک اقامت گزید و در این زمان به تهران مراجعت کرد.

## آثار
وی به صورت روزانه یادداشت‌های شخصی و وقایع را ثبت می‌کرد. این وقایع‌نگاری از سال ۱۲۹۹ قمری (حدود ۱۲۶۰ خورشیدی) آغاز شد و دقیقاً تا روز درگذشت وی، به مدت بیش از شش دهه، ادامه داشت. مجموعۀ خاطرات قهرمان‌میرزا سالور، در ده جلد، به کوشش فرزندش مسعود سالور و ایرج افشار در ۱۳۷۴ توسط انتشارات اساطیر منتشر شد. 

## بخشی از کتاب روزنامۀ خاطرات
ایران اصلاح نمی‌شود
"مختصر آن که ایران دچار غضب و سخط خداوندی است و مردمش به گفتۀ اروپا مستحق همان حکومتی [است] که دارند، محال است بهبودی حاصل کند و اصلاح شود. صدسال است عقب می‌رود. شاید عمر بازگشت و عقب‌نشینی آن خاتمه نیافته. اگر این طور نیست چرا باز ممتازالدوله و مستشارالدوله و محتشم‌السلطنه را وزیر می‌کنند، در حالی که پنجاه مرتبه وزیر شدند و به قدر خر و گاوی از آن‌ها کاری انجام نگرفته است. به عقیدۀ من روسیه هم درست می‌شود، ارمنستان هم مستقل و آباد می‌شود، گرجستان و آذربایجان کوفتی هم سر و سامان می‌گیرند ولی ایران به همان حال سابق خود باقی است." (جلدهشتم خاطرات، صفحۀ ۶۰۲۰)

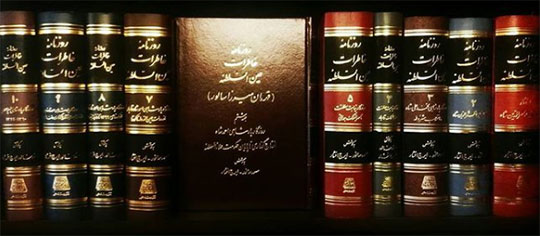
کتاب روزنامۀ خاطرات قهرمان‌میرزا سالور (عین‌السلطنه)